# Berkenbasttekst

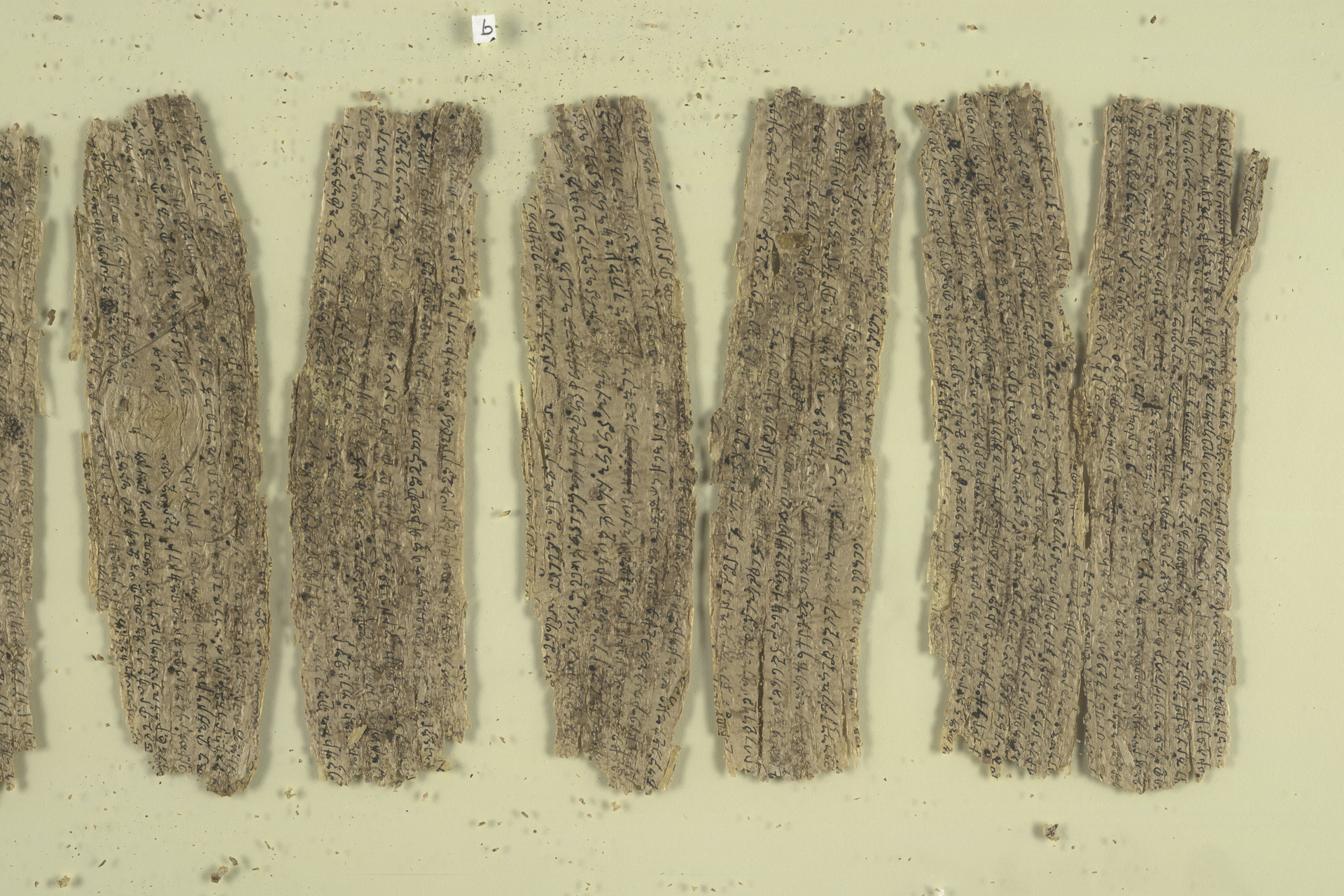
De Gandhāran-boeddhistische teksten zijn berkenbastteksten in het Kharosthischrift en de oudste boeddhistische geschriften (1e eeuw n.Chr.)

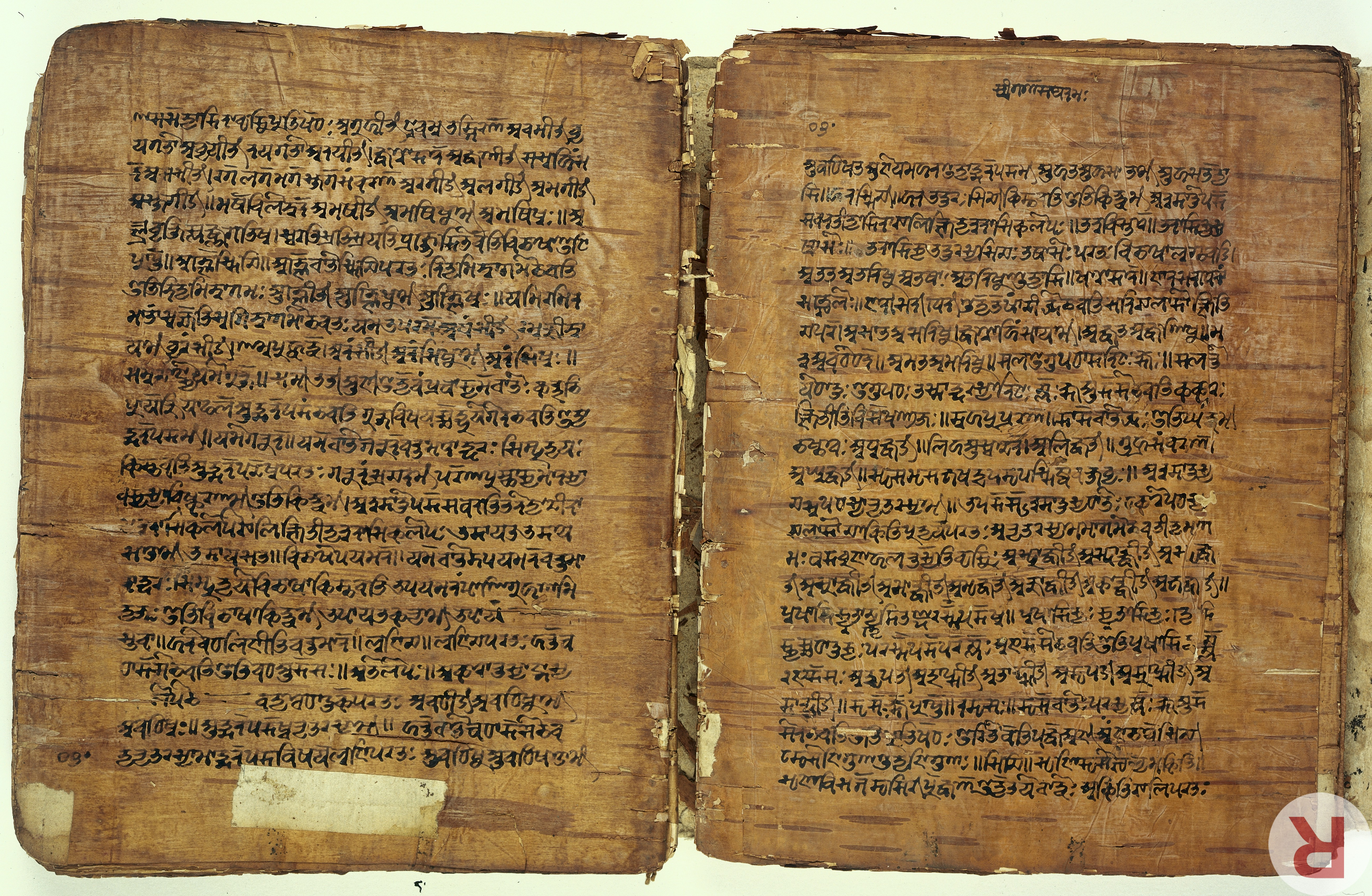
Berkenbasttekst over grammatica, Kasjmir, 1663

Een berkenbasttekst is een handschrift op de binnenste laag van berkenbast en was een van de manieren om een document op schrift te stellen voor de uitvinding van papier. De Gandhāran-boeddhistische teksten zijn de oudste bekende berkenbastteksten. De teksten in het Kharosthischrift zijn ook de oudste boeddhistische geschriften. Ook teksten in het Brahmischrift zijn gevonden op berkenbast. Middeleeuwse Russische teksten stammen uit de periode tussen de 11e en de 15e eeuw en zijn voornamelijk aangetroffen in de stad Novgorod.

## Oost-Slavische teksten

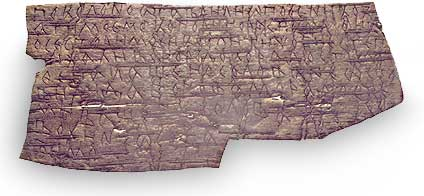
Berkenbastbrief Novgorod 497 (tweede helft 14e eeuw): Gavrila Postnja nodigt zijn zus en zwager uit voor een feest

De vondst van teksten op berkenbast heeft een geheel nieuw licht geworpen op de taal van middeleeuws Rusland, het Oudrussisch. Voordien was deze taal namelijk vooral overgeleverd in oorkondes en kronieken, genres waarvan de taal vaak sterk beïnvloed was door het Kerkslavisch. Sinds de ontdekking van berkenbastbrieven zijn er nieuwe inzichten ontstaan over het echte Russisch van de middeleeuwen en is bovendien een aantal zeer opvallende lokale eigenaardigheden van het Novgorodse dialect aan het licht gekomen. Daarnaast geven de berkenbastteksten een beeld van het dagelijks leven in de middeleeuwse Russische steden.
De teksten betreffen voornamelijk brieven (zowel zakelijk als persoonlijk) en administratieve lijsten, maar ook schrijfoefeningen, gebeden, bezweringen en tal van andere zaken komen voor. Een groot deel van de berkenbastteksten is overigens niet of nauwelijks leesbaar doordat ze slechts uit zeer fragmentarische stukken van woorden of letters bestaan. In totaal zijn er ongeveer 80 complete brieven van 25 of meer woorden gevonden.

### Ontdekking
De eerste berkenbasttekst (Russisch: берестяная грамота) werd op 26 juli 1951 in Novgorod gevonden door Nina Akoelova, tijdens archeologische opgravingen onder leiding van Artemi Artsichovski. Twaalf jaar later beschikte men al over zo'n 400 teksten. Novgorod is met grote afstand de belangrijkste vindplaats gebleven, daarnaast zijn er teksten gevonden in onder andere Torzjok, Staraja Roessa, Pskov, Smolensk, Tver en Zvenyhorod. De teller stond in 2005 op 1051 teksten, waarvan 956 uit Novgorod. Ook zijn er zo'n honderd griffels gevonden, de meeste van ijzer, sommige van been of brons.
De late ontdekking en de goede staat van de berkenbastteksten kan verklaard worden door het feit dat ze zich op grote diepte (tot 8 meter onder de oppervlakte) bevonden in een zeer vochtige kleilaag die zuurstof tegenhield. Opgravingen in Novgorod waren al in de jaren 1930 begonnen, maar werden onderbroken door de Tweede Wereldoorlog.

### Datering
De belangrijkste methode om berkenbastteksten te dateren is de stratigrafie, dat wil zeggen op basis van de aardlaag waarin de tekst is aangetroffen. Een grote rol is hierbij weggelegd voor de dendrochronologie, een techniek die uitgaat van de unieke jaarringpatronen van in de laag aangetroffen stukken hout. Een andere indicatie voor de datering is de vermelding in de tekst van uit andere historische bronnen bekende personen. Met name kronieken kunnen hierbij zeer nuttig zijn, omdat deze altijd van data voorzien zijn. Vergelijking tussen de resultaten van beide genoemde methoden kunnen weer tot nieuwe inzichten leiden.
Als er eenmaal voldoende teksten met behulp van de bovengenoemde methodes gedateerd zijn, ontstaat de mogelijkheid orthografische, paleografische en taalkundige aspecten te vergelijken. Gedurende de 4 eeuwen die de berkenbastteksten bestrijken is de taal ingrijpend veranderd en het wel of juist niet voorkomen van bepaalde vormen levert sterke aanwijzingen voor de tijd waarin de tekst geschreven is. Deze dateringsmethode kan aanvullend gebruikt worden, maar kan ook uitkomst bieden als de stratigrafische methode geen of onvoldoende uitsluitsel geeft.

### Taal
De meerderheid van de berkenbastteksten afkomstig uit Novgorod en de in vroeger tijden onder Novgorods bestuur vallende steden (Staraja Roessa en Torzjok) is geschreven in het Oudnovgorodse dialect, dat zich op een aantal punten onderscheidt van het uit de traditionele bronnen bekende Oudrussisch. Het dialect van Pskov, zoals overgeleverd in de daar gevonden berkenbastteksten, komt grotendeels overeen met het Novgorods, maar kent daarnaast nog een aantal eigen fonologische bijzonderheden. Vanwege de grote overeenkomsten worden beide dialecten samen wel noord-Oudrussisch genoemd. Enkele aspecten van het Novgorods en het Pskovs waren voor de ontdekking van berkenbastteksten wel bekend, maar slechts op kleine schaal aangetroffen als lokale invloeden in teksten die verder geschreven waren in het prestigieuzere Russisch Kerkslavisch of niet dialectisch Oudrussisch.
In de beginperiode van het onderzoek naar de taal van de berkenbastteksten werd er vaak van uitgegaan dat lokale eigenaardigheden fouten van halfgeletterden betroffen. Dit werd nog versterkt door het feit dat taalkundigen weinig inbreng hadden in het onderzoek. Aan het begin van de jaren 1980 kreeg de Russische taalkundige Andrej Zaliznjak belangstelling voor het onderwerp. Hij toonde aan dat er wel degelijk systematiek zit in de berkenbasttaal en dat de schrijvers van berkenbastteksten heel goed wisten wat ze deden. Het serieus en systematisch behandelen van de op berkenbast voorkomende taalvariëteiten heeft geleid tot een veel groter inzicht in de taal.
De berkenbastteksten bevatten een schat aan informatie over de ontwikkeling van de Russische taal. Veel duidelijker dan in de conservatieve manuscripten op perkament (kronieken, oorkondes) is de chronologie en mate van verspreiding van diverse morfologische, syntactische en fonologische aspecten vast te stellen. Zo zijn onder andere het verdwijnen van de dualis, het wegvallen van bepaalde onbeklemtoonde klinkers, het ontstaan van nieuwe woorden en de ontwikkeling van het modern-Russische systeem van bezielde en onbezielde zelfstandige naamwoorden nauwkeurig op berkenbast te volgen. Daarnaast komen in berkenbastteksten tientallen woorden voor die niet uit andere bronnen bekend zijn, waardoor vele lacunes in de Oudrussische woordenboeken opgevuld worden. De waarde van berkenbastteksten op al deze gebieden kan niet overschat worden.

### Fins op berkenbast
Berkenbasttekst Novgorod 292, gevonden in 1957, is de oudste tekst in een Finse taal. Het document dateert uit het begin van de 13e eeuw en is geschreven in een Karelisch dialect.

## Spelling
Alle berkenbastteksten zijn geschreven in het cyrillische alfabet en hanteren de, in die tijd algemeen gebruikelijke, scriptio continua, dat wil zeggen dat alle woorden zonder spaties aan elkaar worden geschreven. Sommige auteurs gebruiken puntjes (•) om woorden of zinsdelen van elkaar te scheiden, maar deze en andere vormen van interpunctie kunnen ook een zuiver decoratieve functie hebben.
Een complicerende factor bij het lezen van berkenbastteksten is het veelvuldig gebruik van de zogenaamde bytovaja-spelling (afgeleid van het Russische woord byt, dat dagelijks leven betekent). Deze spelling komt naast op berkenbast ook in andere bronnen voor, zij het alleen in niet-kerkelijke teksten. Het principe van de bytovaja-spelling is dat een aantal klinkertekens in alle posities volledig uitwisselbaar is. Hierbij gaat het met name om o~ъ en e~ь~ě.
Een voorbeeld uit Novgorod 644 (van Něžka aan Zavid):
ot Něžeke ko Zavidu
moet gelezen worden als
ot Něžьkě kъ Zavidu
Tegenover de bytovaja-spelling staat de knizjnaja-spelling (boekenspelling, kniga is het Russische woord voor boek), waarin wel altijd onderscheid wordt gemaakt tussen o en ъ resp. e, ь en ě. Het vrij uitwisselen van deze klinkers is geen spelfout en komt voor in teksten met een officieel karakter die verder foutloos zijn geschreven. Wel is er een beperking te geven van de tijd waarin bytovaja gebruikelijk is. Vroege voorbeelden dateren uit de 11e eeuw en in de 13e eeuw is het de standaard geworden. In de 14e eeuw begint het gebruik af te nemen totdat het in de 15e eeuw bijna geheel verdwenen is.

## Publicatie

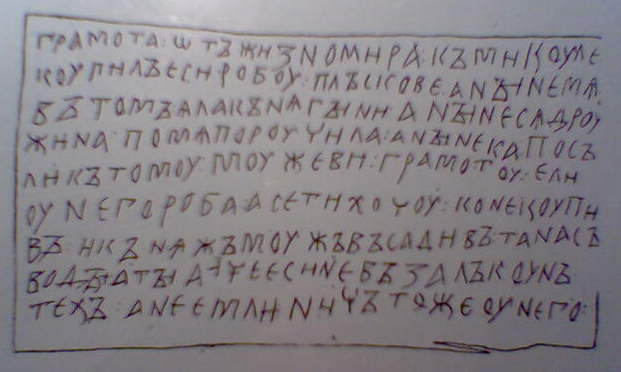
Proris van berkenbasttekst Novgorod 109 (eind 11e/begin 12e eeuw): Brief van Zjiznomir aan Mikoela: problemen rond een gestolen slavin

Alle berkenbastteksten krijgen chronologisch op vinddatum een nummer, dat onveranderlijk is en gebruikt wordt om naar de teksten te verwijzen. De stad waar de tekst is gevonden wordt voor het nummer vermeld en iedere vindplaats heeft zijn eigen nummering. Berkenbastteksten worden dus bijvoorbeeld aangeduid als Novgorod 109 of Pskov 6. Voordat de stukken berkenbast geconserveerd worden opgeslagen, worden ze gefotografeerd en wordt er een proris gemaakt. Een proris (afgeleid van het Russische werkwoord prorisovat, dat lijnen trekken betekent) is een nauwkeurige overtekening van de tekst, waarbij de plaatsing en specifieke vorm van elk teken behouden wordt.
De berkenbastteksten uit Novgorod worden gepubliceerd in een speciale serie met naam Novgorodskije gramoty na bereste (Novgorodse brieven op berkenbast). In 2005 waren er in deze serie 11 delen verschenen, waarin alle teksten uit Novgorod t/m nr. 915 en de teksten uit Staraja Roessa en Torzjok zijn opgenomen. In de eerste delen van de serie werden ook foto's van de teksten opgenomen, maar vanwege de hoge kosten hiervan wordt in latere delen met een proris van elke tekst volstaan. Recent gevonden teksten van enige omvang worden ieder jaar gepubliceerd in het tijdschrift Voprosy jazykoznanije (Taalkundige kwesties, een gerenommeerd Russisch taalwetenschappelijk tijdschrift).
De tekst en interpretatie in de oudere delen van de serie is in veel gevallen inmiddels achterhaald. Veel nieuwe inzichten over de taal zijn te vinden in het boek Drevnenovgorodski dialekt (Het Oudnovgorodse dialect; Moskou, 1995) van de bekende Russische taalkundige Andrej Zaliznjak. In dit werk zijn alle berkenbastteksten (behalve extreem fragmentarische of niet-Slavische teksten) opgenomen en worden ze vertaald en besproken volgens de actuele stand van het onderzoek naar het Oudrussisch.